# Albert van Ouwater

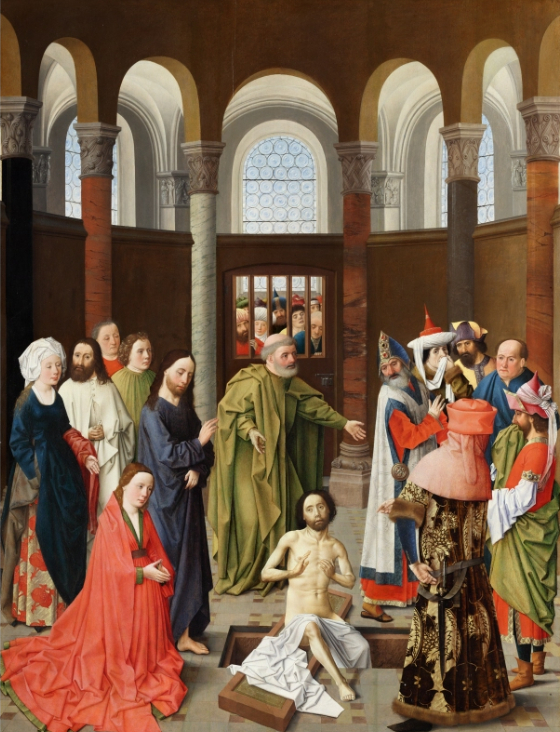
Lasarus uppväckelse

Albert van Ouwater, född kring 1410/1415, död 1475, var en nederländsk målare, aktiv vid mitten av 1400-talet och verksam i Haarlem.
Mycket litet är känt om Ouwaters liv, och hans berömmelse vilar på en enda målning som med säkerhet kunnat tillskrivas honom: Lasarus uppväckelse (cirka 1455). Geertgen tot Sint Jans var hans elev.
- Wikimedia Commons har media som rör Albert van Ouwater.